# Hans Ripp
Hans Ripp (* 9. Januar 1946) ist ein ehemaliger deutscher Fußballspieler. Der Offensivspieler hat beim 1. FC Kaiserslautern in der Saison 1969/70 in der Fußball-Bundesliga in 15 Ligaeinsätzen zwei Tore erzielt.

## Laufbahn

### Anfänge, Karlsruher SC und Nordbadische Auswahl, bis 1969
Ripp hat ab 1958 in der Jugend des Karlsruher Kreisligisten TSV Wöschbach als Vereinsfußballer angefangen. Aufgefallen ist er den Talentespähern des KSC beim Entscheidungsspiel um den A-Klassenerhalt am 1. Mai 1962 von Wöschbach gegen den TSV Reichenbach. Der gerade sechzehneinhalbjährige Stürmer steuerte zwei Treffer zum 4:2-Erfolg seines Heimatvereines bei. Der Spieleinsatz war durch ein ärztliches Attest und die Einwilligung der Eltern ermöglicht worden. In der Amateurmannschaft des Karlsruher SC eröffnete der untersetzte, wendige und torgefährliche Stürmer in der Saison 1964/65 in der 1. Amateurliga Nordbaden eine fünfjährige Erfolgsbilanz mit 23 Treffern. Die KSC Amateure gewannen unter Trainer Bernhard Termath die Meisterschaft und Mittelfeldspieler Herbert Layh folgte mit elf Treffern in der internen Torschützenliste hinter Ripp. In der Saison 1966/67 gehörte der Torschütze mit 15 Treffern dem Vizemeisterteam an und holte sich 1968/69 mit 26 Treffern die Torjägerkrone in Nordbaden.
Von 1964 bis 1969 hatte der Torjäger in 134 Ligaeinsätzen für die KSC-Amateure 97 Treffer erzielt und führt damit die Torjägerliste der KSC-Amateure bis 1978 an. Beim 11:0-Heimerfolg am 28. September 1968 gegen FC Victoria Bammental stellte Ripp mit sechs Torerfolgen den Rekord der Spieler Heinz Beck und Werner Nonnenmacher aus den Jahren 1950 und 1951 ein.
Als die Vertragsspieler des KSC 1968/69 die Meisterschaft in der Regionalliga Süd erringen konnten, belegte der Mittelstürmer mit den KSC-Amateuren in der 1. Amateurliga Nordbaden den 5. Rang. Er wurde 1969 Meister mit der Elf aus dem Wildparkstadion in der Fußball-Regionalliga Süd, da der Nachwuchsstürmer am vorletzten Spieltag (4. Mai 1969) bei der 1:2-Auswärtsniederlage gegen Schwaben Augsburg von Trainer Kurt Baluses an der Seite von Horst Blechinger, Christian Müller, Horst Wild und Theo Menkhaus eingesetzt wurde. Mit der Verbandsauswahl von Nordbaden gewann Ripp am 20. Juni 1969 in Harburg gegen Hamburg den Amateurländerpokal. Er war zweifacher Torschütze beim 2:1-Erfolg der Mannschaft von Trainer Herbert Widmayer und hatte dabei erfolgreich an der Seite von Mitspielern wie Adolf Luft, Walter Kitter und Edgar Schneider gestürmt. Nachdem der KSC aber in der Aufstiegsrunde an der Konkurrenz RW Essen, VfL Osnabrück, TuS Neuendorf und Tasmania 1900 Berlin gescheitert war – der Nachwuchsstürmer hatte alle acht Aufstiegsrundenspiele absolviert und dabei drei Treffer erzielt –, wechselte der Angriffsspieler in die Pfalz zum 1. FC Kaiserslautern und damit in die Bundesliga.

### Kaiserslautern und Landau, 1969 bis 1974
In seiner einzigen Saison beim FCK, 1969/70, sprang in der Bundesligatabelle ein zehnter Platz heraus und Ripp trug dazu mit zwei Toren in 15 Spielen bei. Trainer Gyula Lóránt setzte vermehrt auf Josef Pirrung (26-6), Klaus Ackermann (24-2) und Gerhard Kentschke (32-0) im Angriff und brachte die weiteren Angreifer Dieter Krafczyk (18-5), Karl-Heinz Vogt (14-2) und Ripp abwechselnd zum Einsatz.
Zur Saison 1970/1 erfolgte sein Transfer zum ebenfalls pfälzischen ASV Landau, der zu dieser Zeit in der zweitklassigen Fußball-Regionalliga Südwest antrat. Unter Trainer Heinz Ruppenstein erzielte der Angreifer in seinem Debütjahr in der zweitklassigen Regionalliga Südwest in 28 Spielen acht Tore. Werner Hösl, seine ehemaliger Mannschaftskamerad beim KSC, war bereits zur Saison 1969/70 nach Landau gekommen. Ripp absolvierte im Angriff des ASV von 1970 bis 1974 insgesamt 86 Regionalligaspiele für Landau und erzielte dabei 22 Tore. Zur Saison 1972/73 kam vom Karlsruher SC David Scheu und 1973/74 im letzten Jahr der alten zweitklassigen Regionalliga, auch noch Horst Wild hinzu.

### Wieder Amateur
Der gelernte Dreher war später 40 Jahre beim Forschungszentrum in Leopoldshafen beschäftigt und kehrte 1974 zu seinem Heimatverein TSV Wöschbach als Spielertrainer zurück. Nach zwei Runden in gleicher Funktion beim SV Königsbach-Stein, beendete er seine erfolgreiche Karriere.

## Statistik
| Liga       | Spiele (Tore) |
| ---------- | ------------- |
| Bundesliga | 15 (2)        |